# Jean-François Petitpied
Pour les articles homonymes, voir Petitpied.
Jean-François Petitpied, né le 18 décembre 1941, est un tireur sportif français, pratiquant le skeet.

## Palmarès
- Médaillé d'argent par équipes avec Gérard Crépin, Élie Penot et Bruno Rossetti aux Championnats du monde de tir 1978 à Séoul. aux Championnats du monde de tir 1978 à Séoul
- Champion d'Europe individuel: 1974 (199/200, à Antibes);
- Vice-champion d'Europe par équipes: 1980 (Saragosse) et 1981 (Moscou);
- 3e des championnats d'Europe par équipes: 1974 (Antibes) et 1979 (Montecatini);
- Champion de France: 1977 et 1981.